# Chukchi
Los chucotos o chukchis (en ruso: чукчи (plural), чукча (singular)) son un pueblo paleosiberiano que habita una zona muy extensa y casi despoblada entre el mar de Bering y el mar de Chukchi, incluyendo la península de Chukchi. Dicha zona incluye las cuencas del río Anádyr y del río Alazeya, en el distrito autónomo de Chukotka, en el extremo nororiental de Siberia, en la Federación de Rusia. Hablan el chucoto y su población se originó a partir de los habitantes que habitan las costas del mar de Ojotsk. Se dedican a la pesca y al pastoreo de renos.
Según muy reciente investigación sobre el genoma  ("Who We Are and How We Got Here: Ancient DNA and the New Science of the Human Past", por David Reich. Pantheon Books, New York, 2018), los Chukchi son los parientes asiáticos más cercanos de los indígenas americanos.
La mayoría de los chukchis residen dentro de la región autónoma de Chukotka, pero algunos residen en los alrededores de la república de Sajá al occidente, el óblast de Magadán al sudoeste, y la región autónoma de Koriakia al sur. Algunos chukchi también residen en otras partes de Rusia, en Europa y Norteamérica. El número de chukchis en el mundo apenas excede los quince mil.
Debido al largo invierno y a las bajas temperaturas de la zona en que viven, las mujeres chukchis son expertas en la confección de prendas de abrigo. La ropa que llevan los chukchis en invierno es muy eficaz contra el frío reinante de la zona en que viven.